# 891
Cette page concerne l'année 891  du calendrier julien. Pour l'année 891 av. J.-C., voir 891 av. J.-C.
L'année 891 est une année commune qui commence un vendredi.

## Événements

### Asie
- Aparajita, roi des Pallava, est vaincu par Aditya Ier Chola. Le pouvoir Pallava est anéanti en Inde du Sud[1].

### Europe
- 21 février : le pape Étienne V couronne empereur Guy de Spolète, nommé par les grands d’Italie[2].
- 13 avril[3] : les troupes de l'émir de Cordoue Abd Allah ben Muhammad écrasent les rebelles Muladis d'ibn Hafsun à la bataille de Poley. Les rebelles se réfugient à Bobastro[4].
- 2 mai : les Vikings pillent l'abbaye de Saint-Omer en Picardie[5]. La population résiste.
- Printemps - été : le roi Eudes attaque les Normands à Wallers, près de Valenciennes, mais ils parviennent à s'enfuir ; plus tard il se laisse surprendre en Vermandois et est mis en fuite à son tour[6].
- 25 juin :  les Vikings après avoir passé la Meuse près de Liège et pillé les environs d'Aix-la-Chapelle, battent une armée de Francie orientale sur la Gueule. Ils se dirigent sur Louvain à la fin de l'été[6].
- 1er septembre : Arnoul de Carinthie repousse les Normands sur la Dyle, à la bataille de Louvain. Les chefs Sigfredhr et Godfredr sont tués[7].
- 6 octobre (fin en 896)[8] : début du pontificat de Formose, élu le 19 septembre[9].

- Prise de Bénévent  par les Byzantins (fin en 895)[10].
- Les Sarrasins débarquent à Nice et commencent à ravager le Piémont avant de s'enfoncer dans les Alpes et contrôler les cols[11].
- Baudouin II de Flandre s’empare de l’Artois jusqu’à la Canche[12].

## Naissances en 891
- Abd al-Rahman III, émir, puis calife omeyyade de Cordoue, né à Cordoue, le 7 janvier.